# Dženeta Agović
Dženeta Agović  (Tutin, 16. marta 1970) feministkinja i mirovna aktivistkinja, jedna od osnivačica prve organizacije civilnog društva u Tutinu – Impulsa.
Osnivanjem Impulsa, 2000. godine, od mirovnog angažmana kroz mrežu Žena u crnom, i Mreže za prigovor savesti Srbije, Dženeta Agović se bavila nizom društvenih pitanja: fundamentalističkim tendencijama u društvu, nasiljem prema ženama, pitanjima bezbednosti i mladih, i sa inteziviranjem ratova na Bliskom Istoku – programima namenjenim migrantima. Važan fokus njenog angažmana je i povezivanje žena kako na lokalnom i regionalnom, tako i na međunarodnom nivou.
Tokom pandemije korona virusa COVID19, 2020. godine, Dženeta Agović je prva progovorila i izveštavala o dramatičnom stanju u tutinskom Domu zdravlja, u kojem je zaposlena kao laborantkinja.
Godine 2017. misija OEBS-a u Srbiji ju je proglasila za "ličnost godine“.

## Biografija
Dženeta Agović je završila osnovnu školu "Bogoljub Čukić“, i u Srednjoškolskom centru za usmereno obrazovanje u Tutinu, smer mikrobiologije.
Kao laborantkinja u tutinskom Domu zdravlja počela je da radi 1994. godine.

## Aktivizam
Rat i militarizacija društva tokom i nakon ratova u bivšoj Jugoslaviji, opredelilo je Dženetu Agović za mirovni aktivizam – protiv nasilja. Osim učešća u protestima i kampanajma čiji je cilj demilitarizacija, i primena Rezolucije Saveta bezbednosti OUN 1325 "Žene, mir i bezbednost“, kao posledica istih ratova i ekonomske devastacije, počelo je i jačanje verskog funadmentalizma.
Kao građanka Tutina i regije Sandžaka, Dženeta Agović je bila fokusirana i na analizu i fundametalističkih kretanja: "na prostoru Sandžaka su prisutne radikalne islamske tendencije koje su dovele do brzog uspona verskog fundamentalizma, koji je zahvatio sve sfere života, radikalno menjajući živote žena, dok su životi muškaraca ostali u osnovi nepromenjeni.“ Kao rezultat ovih tendencija "Žene više nemaju pun pristup zdravstvenim uslugama, obrazovanju i tržištu rada, dok se verski lideri pretvaraju u političke lidere, finansiraju centralne verske institucije.“
Jedan od fokusa rada grupe Impuls i Dženete Agović je seksulano nasilje nad decom. Organizacija Impuls je, zajedno sa beogradskim Incest-trauma centrom sprovela istraživanje o seksualnom nasilju nada decom. To istraživanje je pokazalo, prema rečima Dzenete Agović, da „u svakom školskom odeljenju u Srbiji postoji četvoro dece koja su preživela određeni vid seksualnog nasilja. I još četvoro koja poznaju nekoga kome se to dogodilo.”
Sa inteziviranjem sukoba na Bliskom Istoku, od rata u Siriji, Dzeneta Agović je radila sa migrantima, ali i sa ženama iz Srbije koje su ostale zarobljenje ratom u Siriji. Pojedine su završile u logorima, i moguća su meta silovanja i trgovine ljudima.
Širina humanitarnog rad i društvenog angažman doneli su Dženeti Agović i nagradu misije OEBS-a 2017. godine "...u oblasti prevencije nasilja u porodici u jugozapadnoj Srbiji, podizanja svesti o značaju učešća građana u dijalogu o bezbednosti mladih i integraciji migrantkinja u lokalne zajednice.“

## Nagrade i priznanja
- ·        „Ličnost godine“, nagrada misije OEBS u Srbiji